# Storena recta
Storena recta är en spindelart som beskrevs av Rudy Jocqué och Baehr 1992. Storena recta ingår i släktet Storena och familjen Zodariidae. Inga underarter finns listade i Catalogue of Life.